# Michihiro Tsuruta
Michihiro Tsuruta (jap. 鶴田 道弘, Tsuruta Michihiro; * 4. Januar 1968 in der Präfektur Aichi) ist ein ehemaliger japanischer Fußballspieler.

## Karriere
Tsuruta erlernte das Fußballspielen in der Schulmannschaft der Chukyo University Chukyo High School und der Universitätsmannschaft der Osaka University of Health and Sport Sciences. Seinen ersten Vertrag unterschrieb er 1990 bei Toyota Motors. Der Verein spielte in der höchsten Liga des Landes, der Japan Soccer League. Mit Gründung der Profiliga J.League 1992 und der damit verbundenen Neuorganisation des japanischen Fußballs wurde Toyota Motors zu Nagoya Grampus Eight. Für den Verein absolvierte er 51 Erstligaspiele. 1995 wechselte er zum Zweitligisten Vissel Kōbe. 1996 wurde er mit dem Verein Vizemeister der Japan Football League und stieg in die J1 League auf. Ende 1996 beendete er seine Karriere als Fußballspieler. Danach spielte er bei Ventforet Kofu (2000).